# Pierrefontaine-lès-Blamont
Pierrefontaine-lès-Blamont is een gemeente in het Franse departement Doubs (regio Bourgogne-Franche-Comté) en telt 304 inwoners (1999). De plaats maakt deel uit van het arrondissement Montbéliard.

## Geografie
De oppervlakte van Pierrefontaine-lès-Blamont bedraagt 9,0 km², de bevolkingsdichtheid is 33,8 inwoners per km².
De onderstaande kaart toont de ligging van Pierrefontaine-lès-Blamont met de belangrijkste infrastructuur en aangrenzende gemeenten.

## Demografie
Onderstaande figuur toont het verloop van het inwonertal (bron: INSEE-tellingen).

1. ↑  Populations de référence 2022.